# Steeple Barton
Pour les articles homonymes, voir Barton.
Steeple Barton est une paroisse civile et un village de l'Oxfordshire, en Angleterre.